# West Dunbartonshire
West Dunbartonshire (gälisch Siorrachd Dhùn Bhreatainn an Iar) ist eine von 32 Council Areas in Schottland. Sie grenzt an Argyll and Bute, Stirling, East Dunbartonshire, Glasgow und Renfrewshire.
Der größte Ort ist Clydebank, der Verwaltungssitz ist jedoch Dumbarton. Es ist zu beachten, dass die Stadt mit einem 'm' geschrieben wird, der Bezirk und die traditionelle Grafschaft jedoch mit einem 'n'. Diese Variationen sind auf die Übersetzung vom Gälischen ins Englisch zurückzuführen (Dùn Breatainn wurde zu Dumbarton, Siorrachd Dhùn Bhreatainn zu Dunbartonshire).

## Orte
- Alexandria
- Balloch
- Bonhill
- Bowling
- Clydebank
- Dumbarton
- Duntocher
- Gartocharn
- Hardgate
- Jamestown
- Old Kilpatrick
- Renton
- Townend

## Sehenswürdigkeiten
- Cochno-Stein
- Dumbarton Castle
- Erskine Bridge
- Inchmurrin
- Loch Lomond
- siehe auch Liste der Kategorie-A-Bauwerke in West Dunbartonshire

## Politik
Der Council von West Dunbartonshire umfasst 22 Sitze, die sich wie folgt auf die Parteien verteilen:
| Partei                              | Sitze |
| ----------------------------------- | ----- |
| Scottish National Party             | 10    |
| Labour                              | 8     |
| Conservative                        | 2     |
| West Dunbartonshire Community Party | 1     |
| Unabhängig                          | 1     |